# Большое Озеро (Башкортостан)
Большо́е О́зеро (баш. Олокүл) — деревня в Аскинском районе Республики Башкортостан России. Входит в состав Аскинского сельсовета.

## География
Деревня расположена по берегу Большого Озера.
Расстояние до:
- районного центра (Аскино): 23 км,
- центра сельсовета (Аскино): 23 км,
- ближайшей железнодорожной станции (Чернушка): 75 км.

## История
Деревня основана башкирами рода Танып (подразделения (тюбы) казанчи и су(сул)-танып) предположительно выходцами из с. Старые Казанчи в период между переписью населения 1917 года и 1920 (1925) года (в переписи 1920 (1925) года упоминается о 202 башкирах).

## Население
| 2002 | 2009 | 2010 |
| ---- | ---- | ---- |
| 63   | ↘36  | ↘15  |

Национальный состав
Согласно переписи 2002 года, преобладающая национальность — башкиры (86 %).

## Известные уроженцы, жители
- Имамов, Нурмухамат Имамович (1926-2012) — казахстанский фотожурналист, краевед. Участник Великой Отечественной войны.

## Инфраструктура
Личное подсобное хозяйство с зоной сельскохозяйственного использования, индивидуальная застройка усадебного типа.
Основа экономики — сельское хозяйство.

## Транспорт
Деревня доступна автотранспортом.  